# Croacia en la Copa Mundial de Fútbol de 2006
La selección de Croacia fue uno de los 32 países participantes de la Copa Mundial de Fútbol de 2006, realizada en Alemania.
Luego de su increíble debut en la Copa Mundial de Fútbol de 1998 donde alcanzó el tercer lugar, Croacia se consolidó dentro del ámbito europeo. Sin embargo, tras su regular participación en Corea Japón 2002 donde no lograron pasar la primera ronda, Croacia llegó a Alemania a tratar de recuperar en parte el buen rendimiento de Francia 1998.
En el Grupo F, Croacia se enfrentó a Brasil, Japón y Australia. En el primer partido ante los pentacampeones, Croacia manejó buena parte de este mas los brasileños lograron encajar un gol que les daría la victoria. Ante Japón, el desempeño croata bajó y los nipones lograron neutralizar a la joven ofensiva eslava, finalizando el encuentro sin tantos. En el último partido, Croacia debía obtener una victoria ante los Socceroos ya que cualquier otro resultado le daba el pase a segunda ronda a los australianos. Ambos equipos generaron un tenso y violento encuentro en el que los croatas lograron ponerse en ventaja tempranamente con el gol de Darijo Srna a los 2', pero un penal fue convertido por Craig Moore y dejaría igualado el encuentro antes del término de la primera tanda. En el segundo tiempo, Niko Kovač anotó y Croacia estaba a un paso de lograr el pase a los octavos de final pero Harry Kewell anotaría diez minutos antes del pitazo final y, con un resultado final 2:2, Australia pasó a la segunda ronda. Croacia, en tanto, quedó eliminada al ubicarse en el tercer lugar de su grupo.

## Clasificación

### Grupo 8
| Pos. | Equipo   | Pts. | PJ | G | E | P | GF | GC | Dif. | Clasificación |     | CRO | SWE | BUL | HUN | ISL | MLT |
| ---- | -------- | ---- | -- | - | - | - | -- | -- | ---- | ------------- | --- | --- | --- | --- | --- | --- | --- |
| 1    | Croacia  | 24   | 10 | 7 | 3 | 0 | 21 | 5  | +16  | Clasificados  |     | —   | 1–0 | 2–2 | 3–0 | 4–0 | 3–0 |
| 2    | Suecia   | 24   | 10 | 8 | 0 | 2 | 30 | 4  | +26  | Clasificados  |     | 0–1 | —   | 3–0 | 3–0 | 3–1 | 6–0 |
| 3    | Bulgaria | 15   | 10 | 4 | 3 | 3 | 17 | 17 | 0    |               |     | 1–3 | 0–3 | —   | 2–0 | 3–2 | 4–1 |
| 4    | Hungría  | 14   | 10 | 4 | 2 | 4 | 13 | 14 | −1   |               | 0–0 | 0–1 | 1–1 | —   | 3–2 | 4–0 |     |
| 5    | Islandia | 4    | 10 | 1 | 1 | 8 | 14 | 27 | −13  |               | 1–3 | 1–4 | 1–3 | 2–3 | —   | 4–1 |     |
| 6    | Malta    | 3    | 10 | 0 | 3 | 7 | 4  | 32 | −28  |               | 1–1 | 0–7 | 1–1 | 0–2 | 0–0 | —   |     |

 Fuente: 

## Jugadores
Datos corresponden a situación previo al inicio del torneo
| #  | Nombre          | Posición      | Edad | PJ Sel | Club              |
| -- | --------------- | ------------- | ---- | ------ | ----------------- |
| 1  | Stipe Pletikosa | Portero       | 27   | 50     | Hajduk Split      |
| 2  | Darijo Srna     | Mediocampista | 24   | 36     | Shakhtar Donetsk  |
| 3  | Josip Šimunić   | Defensa       | 28   | 42     | Hertha BSC Berlin |
| 4  | Robert Kovač    | Defensa       | 32   | 56     | Juventus          |
| 5  | Igor Tudor      | Defensa       | 28   | 52     | AC Siena          |
| 6  | Jurica Vranješ  | Mediocampista | 26   | 24     | Werder Bremen     |
| 7  | Dario Šimić     | Defensa       | 30   | 80     | AC Milan          |
| 8  | Marko Babić     | Mediocampista | 25   | 33     | Bayer Leverkusen  |
| 9  | Dado Pršo       | Delantero     | 31   | 29     | Glasgow Rangers   |
| 10 | Niko Kovač      | Mediocampista | 34   | 58     | Hertha BSC Berlin |
| 11 | Mario Tokić     | Defensa       | 30   | 28     | FK Austria Viena  |
| 12 | Joey Didulica   | Portero       | 28   | 4      | FK Austria Viena  |
| 13 | Stjepan Tomas   | Defensa       | 30   | 48     | Galatasaray       |
| 14 | Luka Modrić     | Mediocampista | 20   | 5      | Dinamo Zagreb     |
| 15 | Ivan Leko       | Mediocampista | 28   | 13     | Club Brugge       |
| 16 | Jerko Leko      | Mediocampista | 26   | 36     | Dínamo de Kiev    |
| 17 | Ivan Klasnić    | Delantero     | 26   | 20     | Werder Bremen     |
| 18 | Ivica Olić      | Delantero     | 26   | 36     | PFC CSKA Moscú    |
| 19 | Niko Kranjčar   | Mediocampista | 21   | 21     | Hajduk Split      |
| 20 | Anthony Šerić   | Mediocampista | 27   | 14     | Panathinaikos     |
| 21 | Boško Balaban   | Delantero     | 27   | 27     | Club Brugge       |
| 22 | Ivan Bošnjak    | Delantero     | 27   | 13     | Dinamo Zagreb     |
| 23 | Tomislav Butina | Portero       | 32   | 28     | Club Brugge       |
| DT | Zlatko Kranjčar |               |      |        |                   |

## Participación

### Enfrentamientos previos
| Fecha                   | Lugar      |         |                    | Resultado |                          |               |
| ----------------------- | ---------- | ------- | ------------------ | --------- | ------------------------ | ------------- |
| 12 de noviembre de 2005 | Coímbra    | Croacia | Bandera de Croacia | 0:2 (0:1) | Bandera de Portugal      | Portugal      |
| 29 de enero de 2006     | Hong Kong  | Croacia | Bandera de Croacia | 0:2 (0:1) | Bandera de Corea del Sur | Corea del Sur |
| 1 de febrero de 2006    | Hong Kong  | Croacia | Bandera de Croacia | 4:0 (2:0) | Bandera de Hong Kong     | Hong Kong     |
| 1 de marzo de 2006      | Basilea    | Croacia | Bandera de Croacia | 3:2 (1:2) | Bandera de Argentina     | Argentina     |
| 23 de mayo de 2006      | Viena      | Croacia | Bandera de Croacia | 4:1 (2:1) | Bandera de Austria       | Austria       |
| 28 de mayo de 2006      | Osijek     | Croacia | Bandera de Croacia | 2:2 (1:1) | Bandera de Irán          | Irán          |
| 3 de junio de 2006      | Wolfsburgo | Croacia | Bandera de Croacia | 0:1 (0:0) | Bandera de Polonia       | Polonia       |
| 7 de junio de 2006      | Ginebra    | Croacia | Bandera de Croacia | 2:1 (0:1) | Bandera de España        | España        |

### Primera fase
| Equipo    | Pts | PJ | PG | PE | PP | GF | GC | Dif |
| --------- | --- | -- | -- | -- | -- | -- | -- | --- |
| Brasil    | 9   | 3  | 3  | 0  | 0  | 7  | 1  | +6  |
| Australia | 4   | 3  | 1  | 1  | 1  | 5  | 5  | 0   |
| Croacia   | 2   | 3  | 0  | 2  | 1  | 2  | 3  | -1  |
| Japón     | 1   | 3  | 0  | 1  | 2  | 2  | 7  | -5  |

| 13 de junio de 2006, 21:00 | Croacia | 0:1 (0:1) | Brasil   | Estadio Olímpico, Berlín                                      |                                                               |
|                            |         | Reporte   | Kaká 44' | Asistencia: 72,000 espectadores Árbitro(s): Armando Archundia | Asistencia: 72,000 espectadores Árbitro(s): Armando Archundia |

| 18 de junio de 2006, 18:00 | Croacia | 0:0 (0:0) | Japón | Frankenstadion, Núremberg                                      |                                                                |
|                            |         | Reporte   |       | Asistencia: 41,000 espectadores Árbitro(s): Frank De Bleeckere | Asistencia: 41,000 espectadores Árbitro(s): Frank De Bleeckere |

| 22 de junio de 2002 | Croacia             | 2:2 (1:1) | Australia                     | Gottlieb-Daimler-Stadion, Stuttgart                     |                                                         |
|                     | Srna 2' · Kovač 56' | Reporte   | Moore 38' (pen.) · Kewell 79' | Asistencia: 52,000 espectadores Árbitro(s): Graham Poll | Asistencia: 52,000 espectadores Árbitro(s): Graham Poll |

### Participación de jugadores
| #  | Nombre          | Posición      | PJ | Min |   | Asist | Tiros  | Faltas |   |   |
| -- | --------------- | ------------- | -- | --- | - | ----- | ------ | ------ | - | - |
| 2  | Darijo Srna     | Mediocampista | 3  | 266 | 1 | 0     | 4      | 9-6    | 1 | 0 |
| 3  | Josip Šimunić   | Defensa       | 3  | 270 | 0 | 0     | 1      | 6-6    | 2 | 1 |
| 4  | Robert Kovač    | Defensa       | 2  | 180 | 0 | 0     | 0      | 2-4    | 2 | 0 |
| 5  | Igor Tudor      | Defensa       | 3  | 249 | 0 | 0     | 1      | 3-3    | 2 | 0 |
| 6  | Jurica Vranješ  | Mediocampista | 0  | 0   | 0 | 0     | 0      | 0-0    | 0 | 0 |
| 7  | Dario Šimić     | Defensa       | 3  | 264 | 0 | 0     | 0      | 1-6    | 2 | 1 |
| 8  | Marko Babić     | Mediocampista | 3  | 270 | 0 | 0     | 2      | 8-5    | 0 | 0 |
| 9  | Dado Pršo       | Delantero     | 3  | 270 | 0 | 0     | 4      | 8-6    | 0 | 0 |
| 10 | Niko Kovač      | Mediocampista | 3  | 220 | 1 | 0     | 2      | 6-6    | 1 | 0 |
| 11 | Mario Tokić     | Defensa       | 0  | 0   | 0 | 0     | 0      | 0-0    | 0 | 0 |
| 13 | Stjepan Tomas   | Defensa       | 1  | 82  | 0 | 0     | 0      | 3-1    | 0 | 0 |
| 14 | Luka Modrić     | Mediocampista | 2  | 30  | 0 | 0     | 3      | 1-0    | 0 | 0 |
| 15 | Ivan Leko       | Mediocampista | 0  | 0   | 0 | 0     | 0      | 0-0    | 0 | 0 |
| 16 | Jerko Leko      | Mediocampista | 2  | 76  | 0 | 0     | 1      | 1-6    | 0 | 0 |
| 17 | Ivan Klasnić    | Delantero     | 3  | 153 | 0 | 0     | 6      | 4-1    | 0 | 0 |
| 18 | Ivica Olić      | Delantero     | 3  | 129 | 0 | 0     | 2      | 3-5    | 0 | 0 |
| 19 | Niko Kranjčar   | Mediocampista | 3  | 231 | 0 | 0     | 7      | 5-4    | 0 | 0 |
| 20 | Anthony Šerić   | Mediocampista | 0  | 0   | 0 | 0     | 0      | 0-0    | 0 | 0 |
| 21 | Boško Balaban   | Delantero     | 0  | 0   | 0 | 0     | 0      | 0-0    | 0 | 0 |
| 22 | Ivan Bošnjak    | Delantero     | 1  | 4   | 0 | 0     | 0      | 0-0    | 0 | 0 |
| #  | Nombre          | Posición      | PJ | Min |   | Prom. | Atajos | Faltas |   |   |
| 1  | Stipe Pletikosa | Portero       | 3  | 270 | 3 | 1     | 15     | 1-0    | 0 | 0 |
| 12 | Joey Didulica   | Portero       | 0  | 0   | 0 | 0     | 0      | 0-0    | 0 | 0 |
| 23 | Tomislav Butina | Portero       | 0  | 0   | 0 | 0     | 0      | 0-0    | 0 | 0 |